# Campionato mondiale maschile di pallacanestro 1967
La V edizione del campionato mondiale maschile di pallacanestro FIBA è stata disputata in Uruguay, nelle città di Montevideo, Mercedes, Salto e Córdoba, dal 27 maggio all'11 giugno 1967. Al torneo hanno partecipato tredici squadre.
Per la prima volta nella storia dei Campionati del Mondo FIBA, alla squadra campione del mondo viene assegnato come trofeo il Naismith Trophy, in onore dell'inventore della pallacanestro, il Dr. James Naismith.

## Classifica finale
| Campione del Mondo | Campione del Mondo | Campione del Mondo |
| --- | ------------------ | --- |
| Unione Sovietica4 Čečuro, 5 Paulauskas, 6 Sak'andelidze, 7 Travin, 8 Selichov, 9 Polivoda, 10 Belov, 11 Tomson, 12 Nesterov, 13 Vol'nov, 14 Lipso, 15 Andreev, All. Aleksandr Gomel'skij |                    | |
| Argento | Jugoslavia         | Jugoslavia4 Bassin, 5 Korać, 6 Rajković, 7 Kovačić, 8 Cvetković, 9 Ražnatović, 10 Daneu, 11 Ćosić, 12 Gjergja, 13 Tvrdić, 14 Đurić, 15 Skansi, All. Ranko Žeravica                       |
| Bronzo | Brasile            | Brasile4 Amaury, 5 Sérgio Macarrão, 6 Bira, 7 César Sebba, 8 Hélio Rubens, 9 Zé Olaio, 10 Jatyr, 11 Menon, 12 Sucar, 13 Edvar Simões, 14 Emil Rached, 15 Mosquito, All. Kanela           |
| 4. | Stati Uniti        | Stati Uniti4 Benson, 5 Cunningham, 6 Silliman, 7 Paulk, 8 Barrett, 9 Clawson, 10 Carrier, 11 Miller, 12 Tucker, 13 Rhine, 14 Williams, 15 McKenzie, All. Hal Fischer                     |
| 5. | Polonia            | Polonia4 Wichowski, 5 Trams, 6 Malec, 7 Cegielski, 8 Oleszkiewicz, 9 Langiewicz, 10 Chmarzyński, 11 Likszo, 12 Łopatka, 13 Frelkiewicz, 14 Kwiatkowski, 15 Dregier, All. Witold Zagórski |
| 6. | Uruguay            | Uruguay4 de León, 5 Márquez, 6 Gómez, 7 Hernández, 8 Arrestia, 9 Moglia, 10 Pisano, 11 Poyet, 12 Gadea, 13 Borroni, 14 Ceriani, 15 García, All. Raúl Ballefín                            |
| 7. | Argentina          | Argentina4 Battilana, 5 Oliva, 6 De Lizaso, 7 Delguy, 8 Mariani, 9 Casarín, 10 Fruet, 11 Cabrera, 12 Masolini, 13 Barreneche, 14 Sandor, 15 Gehrmann, All. Miguel Ángel Ripullone        |
| 8. | Messico            | Messico4 Heredia, 5 Guerrero, 6 Tiscareño, 7 Arellano, 8 Ayala, 9 Ávila, 10 Pontvianne, 11 Guzmán, 12 Quintanar, 13 Palma, 14 Monreal, 15 Raga, All. Lester Lane                         |
| 9. | Italia             | Italia4 Villetti, 5 Pellanera, 6 Lombardi, 7 Recalcati, 8 Merlati, 9 Fattori, 10 Jessi, 11 Fantin, 12 Rundo, 13 Bufalini, 14 Cosmelli, 15 Bovone, All. Nello Paratore                    |
| 10. | Perù               | Perù4 Fleming, 5 Ri. Duarte, 6 Vargas, 7 Paredes, 8 Vittorelli, 9 Sevilla, 10 Vigo, 11 Sangio, 12 Verano, 13 Vásquez, 14 Ra. Duarte, 15 Valerio, All. Carlos Alegre                      |
| 11. | Giappone           | Giappone4 Wakabayashi, 5 Nakamura, 6 Yoshida, 7 Egawa, 8 Moroyama, 9 Kodama, 10 Kimura, 11 Igarashi, 12 Taniguchi, 13 Hattori, 15 Sōda, All. Shigeyoshi Kasahara                         |
| 12. | Porto Rico         | Porto Rico4 McCadney, 5 Dalmau, 6 Gutiérrez, 7 Cancel, 8 Porrata, 9 Zamot, 10 Cuevas, 11 Córdova, 12 Ortiz, 13 Pietri, 14 Rivera, 15 Mattei, All. Fufi Santori                           |
| 13. | Paraguay           | Paraguay4 Bogarín, 5 J. Martinessi, 6 Calonga, 7 Fernández, 8 González, 9 Echagüe, 10 Lezcano, 11 Castro, 12 Alvarenga, 13 M. Martinessi, 15 Pagliaro, All. Américo Bacigalupo           |